# Facultad de Artes (Universidad de la República)
La Facultad de Artes es una institución pública y laica uruguaya, la cual forma parte de la Universidad de la República Oriental del Uruguay (Udelar).

## Creación
La Facultad de Artes fue creada el 14 de septiembre de 2021, con la fusión del ex Instituto Escuela Nacional de Bellas Artes, la ex Escuela Universitaria de Música y la creación de la Escuela Nacional de Artes Escénicas.
La creación y necesidad de contar con una Facultad de Artes en Uruguay comenzó a discutirse en el retorno de la democracia, con el fin de la intervención militar de la Udelar.
Pero logró consolidarse recién a principios de septiembre de 2021, cuando la Asamblea General del Claustro de la Universidad de la República aprobó por unanimidad la creación de la misma.
El edificio donde funciona la facultad fue comprado por la Udelar en el año 2003 y en el había funcionado el Liceo Francés Jules Supervielle; está ubicado sobre la Avenida 18 de Julio esquina Gaboto, y al mismo se le realizaron obras para adecuarlo a la nueva función.

## Decanato
El Prof. Fernando Miranda fue director del Instituto Escuela de Bellas Artes (IENBA) desde el año 2016 al 2021, siendo designado como decano provisorio hasta la elección de autoridades de la recién creada facultad.
El 27 de abril del 2022 se realizó la primera elección de decano de la facultad, resultando electo el Prof. Fernando Miranda para el período 2022-2026.

Edificio de la Facultad de Artes cuando era usado por el Liceo Francés Jules Supervielle